# Sherlock Holmes y los Irregulares de Baker Street
Sherlock Holmes y los Irregulares de Baker Street es una serie de libros escrita por Tracy Mack y su marido Michael Citrin.
Sigue las aventuras de un grupo de niños, Los Irregulares de Baker Street, creados por Arthur Conan Doyle como personajes secundarios en sus novelas de Sherlock Holmes.

## Episodios de la saga
- La caída de Los Increíbles Zalinda (2006)
- El misterio del espíritu invocado (2009)
- En búsqueda de Watson (2010)
- El encuentro final (2011)

## Personajes principales
- Wiggins: es el jefe de la pandilla, el que más tiempo lleva viviendo en la calle, y quien se ha ganado la confianza de Holmes.
- Ozzie: su aspecto enfermizo, debido al asma, esconde la mente más perspicaz del joven grupo.
- Rohan: el más alto del grupo. De origen hindú, es de carácter tranquilo y sosegado.
- Elliot: le llaman "el Rufián" por una cicatriz en la mejilla, que se hizo peleando contra seis ladrones. De origen irlandés, se encarga de remendar las ropas del grupo.
- Pilar: la chica del grupo habla español y rumano, gracias a su origen gitano.
- Alfie: el benjamín del grupo, un deslenguado que protagoniza los momentos más cómicos de las novelas.

Además, otros seis miembros del grupo aparecen regularmente en la historia: Simpson, Fletcher, Barnaby, James, Pete y Shem.
- Sherlock Holmes: El mítico detective toma un papel secundario en las historias. Ofrece a los pequeños una recompensa por sus servicios, que es mayor si consiguen encontrarle una pista o indicio que le sea útil en sus investigaciones.

Personajes secundarios
- John Watson: Ayudante de Holmes, quien escribe libros sobre sus aventuras (aunque realidad era Sir Arthur Conan Doyle). A menudo, desprecia el trabajo de los Irregulares.

- Inspector Lestrade: Inspector de policía de Scotland Yard. A menudo acompaña a Holmes en sus casos.

- Profesor James Moriarty: Archienemigo de Homes, líder secreto del crimen organizado de Inglaterra, y posiblemente, uno de los hombres más peligrosos del mundo. Holmes le llama "El Napoleón del crimen".

- Orlando Vil: Según Holmes, el cuarto hombre más peligroso de Inglaterra. Contrató a los hermanos Zalinda para robar la "crónica de los Estuardo", un libro muy valioso de la realeza británica. Fue detenido por la policía y llevado a prisión.

- los increíbles hermanos Zalinda: Funambulistas de un circo ambulante, contratados por Orlando Vil y Moriarty, para robar un valioso libro del palacio real, gracias a sus dotes de equilibrio sobre la cuerda. Durante el robo, el menor, César Zalinda, murió al caer de la cuerda tras salir de la habitación de donde había robado el libro. Los otros restantes murieron en unas de sus actuaciones, por un aparato que se abría en forma de navaja que Orlando Vil escondió en su cuerda, cortándola y haciéndoles caer al vacío. Vil acabó con los testigos.

- Señor Crumbly: Borracho propietario de la tienda de copistas donde trabaja Ozzie. En realidad, obliga a sus empleados a falsificar documentos variados, cómo testamentos, cheques, etc. A menudo abusaba y pegaba a Ozzie. Fue detenido tras descubrir sus oscuros negocios.

- Datos: Q2843033